# Kielich (botanika)

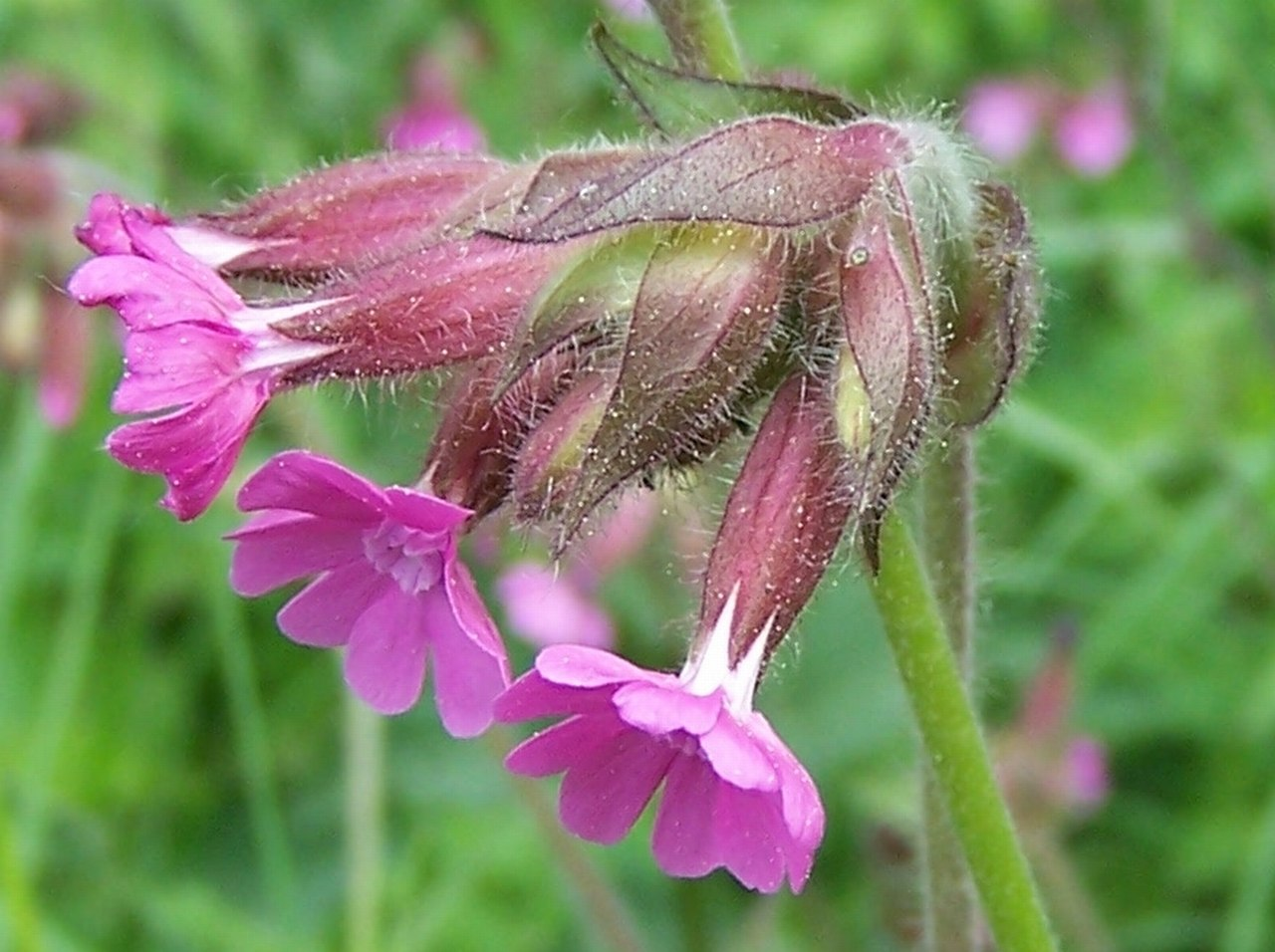
Zrosłodziałkowy kielich lepnicy czerwonej

Kielich (łac., ang. calyx) – najbardziej zewnętrzna część kwiatu, składająca się z okółka zielonych działek kielicha (łac. sepala, ang. sepals), które rozwinęły się głównie z normalnych liści podkwiatkowych. Zasadniczą funkcją kielicha jest osłanianie wewnętrznych części kwiatu. Zwykle jest zielony. U niektórych roślin kielich pełni dodatkowo funkcję powabni, mającej za zadanie przywabianie owadów. Zazwyczaj ma to miejsce w kwiatach o zredukowanych płatkach korony. Wówczas kielich pełni funkcję płatków korony i jest  jaskrawo ubarwiony.
Pod kielichem u niektórych roślin występuje kieliszek (epikalyx) np. u truskawki.

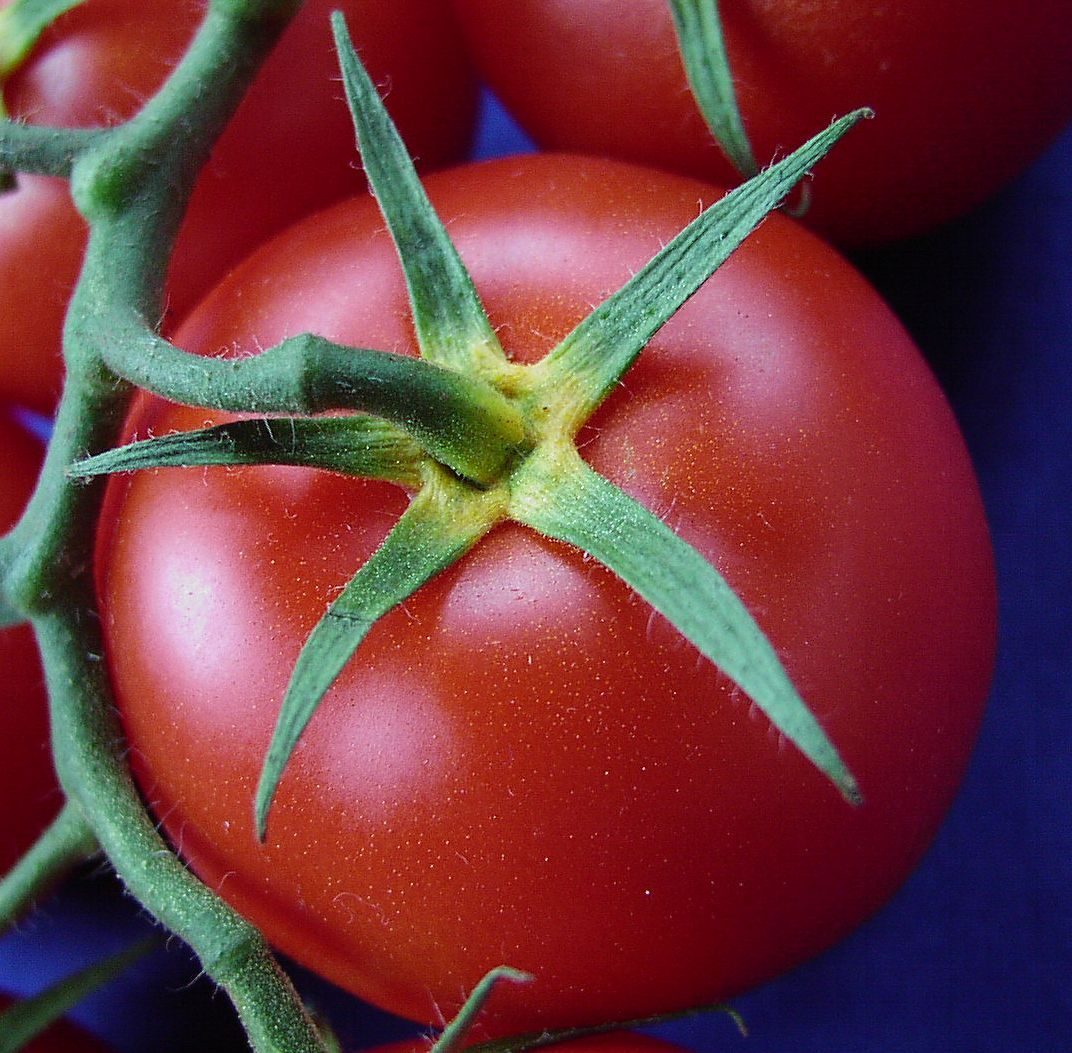
Trwały 5-działkowy kielich u pomidora

Rodzaje kielicha ze względu na jego trwałość:
- kielich odpadający. Zasadnicza funkcja kielicha kończy się z chwilą rozwoju kwiatów i wówczas u wielu roślin kielich odpada
- kielich opadający – kielich opadający wraz z płatkami korony, dopiero po przekwitnięciu kwiatu
- kielich trwały – pozostający po przekwitnięciu kwiatu i biorący udział w osłanianiu młodego owocu. Czasami podczas rozwoju owocu kielich znacznie rozrasta się (tzw. kielich powiększony). U niektórych roślin wiatrosiewnych przekształca się w puch kielichowy (pappus), tworzący aparat lotny umożliwiający długie unoszenie się nasion w powietrzu.

Rodzaje kielicha ze względu na budowę:
- kielich zrosłodziałkowy – którego działki są z sobą zrośnięte na całej długości, lub częściowo. W kielichu zrosłodziałkowym wyróżnia się następujące części: rurka kielicha  (najniżej położona część kielicha), zewnętrzny rąbek kielicha i gardziel kielicha.
- kielich wolnodziałkowy (wolny) –  o wolnych, niezrośniętych z sobą działkach (np. w rzepaku).

Ze względu na kształt wyróżnia się wśród kielichów zrosłodziałkowych następujące typy:
- dwuwargowy
- dzbankowaty
- lejkowaty
- maczugowaty
- rozdęty
- stożkowaty